# Leopold Nerlich
Leopold Nerlich (ur. 1 grudnia 1829 w Raszowej, zm. 20 lipca 1895 w Piekarach Śląskich) – polski prezbiter katolicki.

## Życiorys
Po skończeniu szkoły powszechnej poszedł do gimnazjum w Opolu, gdzie w 1849 roku zdał egzamin dojrzałości, po którym udał się na studia teologiczne do Wrocławia. Święcenia kapłańskie otrzymał 9 lipca 1853. W tym samym roku rozpoczął pracę w parafii w Gorzowie Śląskim, w 1854 roku w Toszku. Od 1857 pracował w protestanckim wówczas miasteczku Wołczyn, gdzie wybudował neogotycki kościół parafialny NMP Niepokalanego Poczęcia i nowe probostwo.
Od 1867 przebywał w miejscowości Kowalowice, gdzie też wybudował kościół. 
Od marca 1886 roku proboszcz w bazylice NMP w Piekarach Śląskich. Ks. Nerlich kontynuował rozpoczętą przez ks. Bernarda Purkopa budowę Kalwarii Piekarskiej. Jego można uznawać za właściwego jej budowniczego. Kamień węgielny pod budowę położono w 1887 roku. Do istniejących planów wniósł szereg poprawek, zebrał potrzebne na budowę fundusze. Za jego czasów kompleks przybrał ostateczny kształt, który przetrwał do dziś. Pracami budowlanymi kierował honorowo budowniczy Ogórek z Szarleja. Kaplice budowane były nieodpłatnie przez górników i hutników, którzy przychodzili na wzgórze bezpośrednio po zakończeniu pracy. Ks. Leopold Nerlich nie zdołał ukończyć budowy, zmarł 20 lipca 1895 roku i został pochowany w grobowcu kaplicy cmentarnej w Piekarach. Nazwano go ojcem ubogich, a ze względu na jego cześć do Matki Bożej – drugim Fickiem. Następcą i kolejnym budowniczym Kalwarii został jego brat ks. Karol Nerlich.  